# Lesley Hunt
Lesley Hunt (Perth, 29 mei 1950) is een voormalig tennisspeelster uit Australië.

## Loopbaan
In januari 1966 speelde Hunt met de Nederlander Tom Okker op het Western Australian Championship, een grastoernooi in haar geboorteplaats Perth (Australië) – zij bereikten de finale, die zij verloren van het Australische koppel Judy Tegart en Tony Roche.
In juli 1977 won Hunt haar enige enkelspeltitel, op het Swiss Open in Gstaad – in de finale versloeg zij landgenote Helen Cawley.
In 1978 won zij samen met Sharon Walsh het dubbelspeltoernooi van Christchurch.
Zij speelde tweemaal voor Australië op de Fed Cup, die Australië in 1971 samen met haar won. Zij speelde samen met Margaret Court in de finale tegen de dames uit Groot-Brittannië, die zij met 3–0 versloegen.

## Palmares

### Finaleplaatsen enkelspel
| nr.              | finale     | toernooi            | ondergrond    | tegenstandster  | score         |
| ---------------- | ---------- | ------------------- | ------------- | --------------- | ------------- |
| gewonnen finales |            |                     |               |                 |               |
| 1.               | 1977-07-10 | WTA Gstaad          | gravel        | Helen Cawley    | 4-6, 7-5, 6-1 |
| verloren finales |            |                     |               |                 |               |
| 1.               | 1968-03-04 | WTA Perth           | gras          | Margaret Court  | 6-8, 1-6      |
| 2.               | 1968-12-01 | WTA Adelaide        | gras          | Karen Krantzcke | 6-4, 7-9, 1-6 |
| 3.               | 1969-01-05 | WTA Perth           | gras          | Margaret Court  | 5-7, 1-6      |
| 4.               | 1971-07-11 | WTA Gstaad          | gravel        | Françoise Dürr  | 3-6, 3-6      |
| 5.               | 1973-08-19 | WTA Wall Township   | hardcourt (i) | Margaret Court  | 6-4, 2-6, 3-6 |
| 6.               | 1976-05-29 | WTA Rome            | gravel        | Mima Jaušovec   | 1-6, 3-6      |
| 7.               | 1976-08-21 | WTA Toronto         | gravel        | Mima Jaušovec   | 2-6, 0-6      |
| 8.               | 1978-03-05 | WTA Fort Lauderdale |               | Caroline Stoll  | 3-6, 2-6      |

### Finaleplaatsen dubbelspel
| nr.                                 | finale     | toernooi            | ondergrond    | partner             | tegenstandsters                         | score         |         |
| ----------------------------------- | ---------- | ------------------- | ------------- | ------------------- | --------------------------------------- | ------------- | ------- |
| gewonnen finales vrouwendubbelspel  |            |                     |               |                     |                                         |               |         |
| 1.                                  | 1969-09-28 | WTA Berkeley        | hardcourt     | Margaret Court      | Kerry Harris Winnie Shaw                | 6-3, 6-4      |         |
| 2.                                  | 1970-10-04 | WTA Berkeley        | hardcourt     | Kristy Pigeon       | Judy Dalton Patti Hogan                 | 6-2, 6-3      |         |
| 3.                                  | 1972-05-02 | WTA Rome            | gravel        | Olga Morozova       | Gail Chanfreau Rosalba Vido             | 6-3, 6-4      |         |
| 4.                                  | 1972-06-23 | WTA Eastbourne      | gras          | Betty Stöve         | Judy Dalton Françoise Dürr              | 6-4, 6-8, 6-3 |         |
| 5.                                  | 1972-08-13 | WTA Indianapolis    | gravel        | Evonne Goolagong    | Margaret Court Pam Teeguarden           | 6-2, 6-1      |         |
| 6.                                  | 1972-08-20 | WTA Denver          | hardcourt     | Françoise Dürr      | Helen Gourlay Karen Krantzcke           | 6-0, 6-3      |         |
| 7.                                  | 1972-08-26 | WTA Newport (VS)    | gras          | Margaret Court      | Rosie Casals Billie Jean King           | 6-2, 6-2      |         |
| 8.                                  | 1973-01-20 | WTA Oakland         | tapijt (i)    | Margaret Court      | Wendy Overton Valerie Ziegenfuss        | 6-1, 7-5      |         |
| 9.                                  | 1973-03-18 | WTA Richmond        | gravel (i)    | Margaret Court      | Karen Krantzcke Betty Stöve             | 6-2, 7-6      |         |
| 10.                                 | 1973-04-08 | WTA Philadelphia    | hardcourt (i) | Margaret Court      | Françoise Dürr Betty Stöve              | 6-1, 3-6, 6-2 |         |
| 11.                                 | 1974-01-27 | WTA Palm Springs    | hardcourt     | Kerry Harris        | Chris Evert Billie Jean King            | 7-5, 6-4      |         |
| 12.                                 | 1974-11-26 | WTA Hirakata        | tapijt (i)    | Rosie Casals        | Julie Heldman Kazuko Sawamatsu          | 6-3, 6-4      |         |
| 13.                                 | 1975-02-23 | WTA Detroit         | tapijt (i)    | Martina Navrátilová | Françoise Dürr Betty Stöve              | 2-6, 7-5, 6-2 |         |
| 14.                                 | 1978-03-05 | WTA Fort Lauderdale |               | Mariana Simionescu  | Diane Desfor Barbara Hallquist          | 1-6, 7-6, 6-3 |         |
| 15.                                 | 1978-11-26 | WTA Christchurch    | gras          | Sharon Walsh        | Katja Ebbinghaus Sylvia Hanika          | 6-1, 7-5      |         |
| 16.                                 | 1978-12-17 | WTA Adelaide        | gras          | Sharon Walsh        | Ilana Kloss Marise Kruger               | 6-2, 6-2      |         |
| 17.                                 | 1978-12-24 | WTA Sydney          | gras          | Sharon Walsh        | Ilana Kloss Marise Kruger               | 6-2, 6-1      |         |
| verloren finales vrouwendubbelspel  |            |                     |               |                     |                                         |               |         |
| 1.                                  | 1968-12-01 | WTA Adelaide        | gras          | Judy Tegart         | Karen Krantzcke Kerry Melville          | 1-6, 2-6      |         |
| 2.                                  | 1969-08-17 | WTA Haverford       | gras          | Gail Chanfreau      | Margaret Court Virginia Wade            | 3-6, 0-6      |         |
| 3.                                  | 1971-01-14 | Australian Open     | gras          | Jill Emmerson       | Margaret Court Evonne Goolagong         | 0-6, 0-6      | details |
| 4.                                  | 1972-09-17 | WTA Charlotte       | gravel        | Margaret Court      | Françoise Dürr Betty Stöve              | gedeeld       |         |
| 5.                                  | 1972-09-24 | WTA Berkeley        | hardcourt     | Margaret Court      | Ann Haydon-Jones Billie Jean King       | 5-7, 6-2, 6-7 |         |
| 6.                                  | 1972-12-09 | WTA Perth           | gras          | Evonne Goolagong    | Margaret Court Kazuko Sawamatsu         | 2-6, 3-6      |         |
| 7.                                  | 1973-01-27 | WTA Los Angeles     | tapijt (i)    | Margaret Court      | Rosie Casals Julie Heldman              | forfait       |         |
| 8.                                  | 1973-02-25 | WTA Indianapolis    | tapijt (i)    | Margaret Court      | Rosie Casals Billie Jean King           | 6-7, 4-6      |         |
| 9.                                  | 1974-04-28 | WTA Philadelphia    | tapijt (i)    | Kerry Harris        | Rosie Casals Billie Jean King           | 3-6, 6-7      |         |
| 10.                                 | 1974-12-15 | WTA Perth           | gras          | Kazuko Sawamatsu    | Olga Morozova Martina Navrátilová       | 1-6, 3-6      |         |
| 11.                                 | 1976-07-11 | WTA Båstad          | gravel        | Renáta Tomanová     | Isabel Fernández de Soto Mimmi Wikstedt | 1-6, 6-7      |         |
| 12.                                 | 1977-07-10 | WTA Gstaad          | gravel        | Mary Carillo        | Helen Cawley Rayni Fox                  | 0-6, 4-6      |         |
| 13.                                 | 1978-10-15 | WTA Minneapolis     | tapijt (i)    | Ilana Kloss         | Kerry Reid Wendy Turnbull               | 3-6, 3-6      |         |
| verloren finales gemengd dubbelspel |            |                     |               |                     |                                         |               |         |
| 1.                                  | 1966-01-09 | WTA Perth           | gras          | Tom Okker           | Judy Tegart Tony Roche                  | 7-9, 3-6      |         |

## Resultaten grandslamtoernooien
| Legenda | Legenda                          |
| ------- | -------------------------------- |
| g.t.    | geen toernooi gehouden           |
| l.c.    | lagere categorie                 |
| –       | niet deelgenomen                 |
| G       | uitgeschakeld in de groepsfase   |
| 1R      | uitgeschakeld in de eerste ronde |
| 2R      | uitgeschakeld in de tweede ronde |
| 3R      | uitgeschakeld in de derde ronde  |
| 4R      | uitgeschakeld in de vierde ronde |
| KF      | uitgeschakeld in de kwartfinale  |
| HF      | uitgeschakeld in de halve finale |
| F       | de finale verloren               |
| W       | het toernooi gewonnen            |
| w-v     | winst/verlies-balans             |

### Enkelspel
| toernooi        | 1965 | 1966 | 1967 | 1968 | 1969 | 1970 | 1971 | 1972 | 1973 | 1974 | 1975 | 1976 | 1977 | 1977 | 1978 |
| --------------- | ---- | ---- | ---- | ---- | ---- | ---- | ---- | ---- | ---- | ---- | ---- | ---- | ---- | ---- | ---- |
| Australian Open | 1R   | 2R   | 2R   | 3R   | KF   | KF   | HF   | –    | –    | KF   | –    | –    | –    | –    | –    |
| Roland Garros   | –    | –    | –    | 4R   | 1R   | 3R   | 2R   | 3R   | –    | –    | –    | 1R   | 1R   | 1R   | 3R   |
| Wimbledon       | –    | –    | –    | 2R   | 1R   | 2R   | 4R   | 2R   | 4R   | 2R   | 2R   | 3R   | 2R   | 2R   | 2R   |
| US Open         | –    | –    | –    | –    | 3R   | KF   | KF   | 3R   | 2R   | KF   | 1R   | 2R   | 3R   | 3R   | KF   |

### Vrouwendubbelspel
| toernooi        | 1968 | 1969 | 1970 | 1971 | 1972 | 1973 | 1974 | 1975 | 1976 | 1977 | 1977 | 1978 |
| --------------- | ---- | ---- | ---- | ---- | ---- | ---- | ---- | ---- | ---- | ---- | ---- | ---- |
| Australian Open | –    | KF   | HF   | F    | –    | –    | HF   | –    | –    | –    | –    | –    |
| Roland Garros   | 1R   | 3R   | KF   | HF   | KF   | –    | –    | –    | –    | 2R   | 2R   | 1R   |
| Wimbledon       | 2R   | 3R   | KF   | 1R   | KF   | KF   | 3R   | 2R   | 3R   | 3R   | 3R   | 2R   |
| US Open         | –    | KF   | 1R   | KF   | HF   | 1R   | HF   | 1R   | –    | 2R   | 2R   | 2R   |

### Gemengd dubbelspel
| toernooi        | 1968 | 1969 | 1970 | 1971 | 1972 | 1973 |      | 1975 | 1976 | 1977 | 1977 | 1978 | w-v |
| --------------- | ---- | ---- | ---- | ---- | ---- | ---- | ---- | ---- | ---- | ---- | ---- | ---- | --- |
| Australian Open | –    | KF   | g.t. | g.t. | g.t. | g.t. | g.t. | g.t. | g.t. | g.t. | g.t. | 1-1  |     |
| Roland Garros   | 1R   | 3R   | 2R   | KF   | KF   | –    | –    | –    | –    | –    | –    | 5-5  |     |
| Wimbledon       | 1R   | 2R   | 3R   | 2R   | 1R   | –    | 2R   | 1R   | –    | –    | 3R   | 4-8  |     |
| US Open         | –    | 2R   | 2R   | 3R   | HF   | 2R   | –    | HF   | 1R   | 1R   | –    | 11-6 |     |